# Antiagrupament de fotons
L'antiagrupament de fotons es refereix generalment a un camp de llum amb fotons més espaiats que un camp làser coherent, una signatura sent senyals als detectors adequats que estan anticorrelacionats. Més específicament, pot referir-se a la distribució subpoissoniana de detecció de fotons, és a dir, una distribució de nombres de fotons per a la qual la variància és menor que la mitjana.

Deteccions de fotons en funció del temps per a a) antiagrupament (per exemple, llum emesa per un sol àtom), b) aleatòria (per exemple, un estat coherent, raig làser) i c) agrupació (llum caòtica). τc és el temps de coherència (l'escala de temps dels fotons o les fluctuacions d'intensitat)

Un estat coherent, com emès per un làser molt per sobre del llindar, té distribucions poissonianes que produeixen un espaiat aleatori entre els fotons; mentre que un camp de llum tèrmica té distribucions superpoissonianes i produeix un espai de fotons agrupat. En el cas tèrmic (agrupat), el nombre de fluctuacions és més gran que un estat coherent; per a una font antiagrupament són més petites.

## Explicació
La variància de la distribució del nombre de fotons és
{\displaystyle V_{n}=\langle \Delta n^{2}\rangle =\langle n^{2}\rangle -\langle n\rangle ^{2}=\left\langle \left(a^{\dagger }a\right)^{2}\right\rangle -\langle a^{\dagger }a\rangle ^{2}.}
Utilitzant relacions de commutació, això es pot escriure com
{\displaystyle V_{n}=\langle {(a^{\dagger }})^{2}a^{2}\rangle +\langle a^{\dagger }a\rangle -\langle a^{\dagger }a\rangle ^{2}.}
Això es pot escriure com
{\displaystyle V_{n}-\langle n\rangle =\langle (a^{\dagger })^{2}a^{2}\rangle -\langle a^{\dagger }a\rangle ^{2}.}
La funció de correlació d'intensitat de segon ordre (per al temps de retard zero) es defineix com
{\displaystyle g^{(2)}(0)={{\langle (a^{\dagger })^{2}a^{2}\rangle } \over {\langle a^{\dagger }a\rangle ^{2}}}.}
Aquesta quantitat és bàsicament la probabilitat de detectar dos fotons simultanis, normalitzada per la probabilitat de detectar dos fotons alhora per a una font de fotons aleatòria. Aquí i després assumim estadístiques de recompte estacionaris.
Llavors tenim
{\displaystyle {{1} \over {(\langle n\rangle )^{2}}}(V_{n}-\langle n\rangle )=g^{(2)}(0)-1.}
Aleshores veiem que les distribucions subpoissonianes de fotons, una definició d'antiagrupament de fotons, ve donada per {\displaystyle g^{(2)}(0)<1}. De manera equivalent podem expressar l'antiagrupament per {\displaystyle Q<0} on el paràmetre Mandel Q es defineix com
{\displaystyle Q\equiv {\frac {V_{n}}{\langle n\rangle }}-1.}
Si el camp tingués un procés estocàstic clàssic subjacent, per exemple, una distribució de probabilitat definitiva positiva per al nombre de fotons, la variància hauria de ser major o igual a la mitjana. Això es pot demostrar mitjançant l'aplicació de la desigualtat de Cauchy-Schwarz a la definició de {\displaystyle g^{(2)}(0)}. Els camps subpoissonians violen això i, per tant, no són clàssics en el sentit que no hi pot haver una distribució de probabilitat definitiva positiva subjacent per al nombre (o intensitat) de fotons.
L'antiagrupament de fotons segons aquesta definició va ser observat per primera vegada per Kimble, Mandel i Dagenais en ressonància fluorescent. Un àtom impulsat no pot emetre dos fotons alhora, i així en aquest cas {\displaystyle g^{(2)}(0)=0}. Walther et al van fer un experiment amb més precisió que no requeria la resta d'una taxa de recompte de fons per a un sol àtom en una trampa iònica.
Una definició més general de l'antiagrupament de fotons fa referència al pendent de la funció de correlació lluny del retard de temps zero. També es pot mostrar mitjançant una aplicació de la desigualtat de Cauchy-Schwarz a la funció de correlació d'intensitat dependent del temps.
{\displaystyle g^{(2)}(\tau )={{\langle a^{\dagger }(0)a^{\dagger }(\tau )a(\tau )a(0)\rangle } \over {\langle a^{\dagger }a\rangle ^{2}}}.}
Es pot demostrar que perquè existeixi una distribució de probabilitat definida positiva clàssica (és a dir, que el camp sigui clàssic), {\displaystyle g^{(2)}(\tau )\leq g^{(2)}(0)}. Per tant, un augment de la funció de correlació d'intensitat de segon ordre en els primers temps també és no-clàssic. Aquest augment inicial és l'antiagrupament de fotons.
Una altra manera de veure aquesta funció de correlació dependent del temps, inspirada en la teoria de la trajectòria quàntica és
{\displaystyle g^{(2)}(\tau )={{\langle a^{\dagger }a\rangle _{C}} \over {\langle a^{\dagger }a\rangle }}}
on
{\displaystyle \langle O\rangle _{C}\equiv \langle \Psi _{C}|O|\Psi _{C}\rangle .}
amb {\displaystyle |\Psi _{C}\rangle } és l'estat condicionat a la detecció prèvia d'un fotó en el temps {\displaystyle \tau =0}.

## Experiments
S'ha observat l'antiagrupament espacial en parells de fotons produïts per una conversió paramètrica descendent espontània.